# Naissance en mars 1809
Naissance
- 1805
- 1806
- 1807
- 1808
- 1809
- 1810
- 1811
- 1812
- 1813

| Date    | Nom             | Pays              | Activités                  | Âge de décès (si applicable) | Source |
| ------- | --------------- | ----------------- | -------------------------- | ---------------------------- | ------ |
| 17 mars | Robert Chambers | Drapeau du Canada | Homme politique québécois. | 76                           |        |